# Gymnocalycium quehlianum
A Gymnocalycium quehlianum a valódi kaktuszok (Cactaceae) Trichocereeae nemzetségcsoportjának Gymnocalycium nemzetségébe tartozó gömbkaktusz faj; a Quehliana fajsor névadó faja.

## Elterjedése
A faj törzsváltozata Argentína Córdoba tartományában honos.

## Megjelenése, felépítése
6–8 cm széles, lapított testű, fénytelen zöldesszürke, esetleg pirosasszürke gömbkaktusz. Általában tíz-tizenegy (legfeljebb 16) széles, domborulatos bordája van; a kezdetben fehér nemezes areolák a bordák áll alakú domborulatain ülnek. Egy-egy areolából többnyire öt fehér vagy szaruszínű, a növénytestre simuló vagy kissé elálló peremtövis nő ki. Középtövise nincs. A tövisek töve világos vöröses árnyalatú.
Bimbója hengeres. A virágcső keskeny és rövid, a tölcsér alakú, mintegy 6 cm átmérőjű virágok belül fehérek; a virág torka piros.

## Életmódja
A 3–4 éves magoncok már virágzóképesek. Virágai több napig nyílnak, de csak a délutáni órákban.

## Ismertebb változatok
- Gymnocalycium quehlianum var. rolfianum: a törzsfajnál szélesebb változat. Bordái alacsonyabbak, fénytelen zöldes hamuszürkék. A virág torka rózsaszínű vagy kissé pirosas.

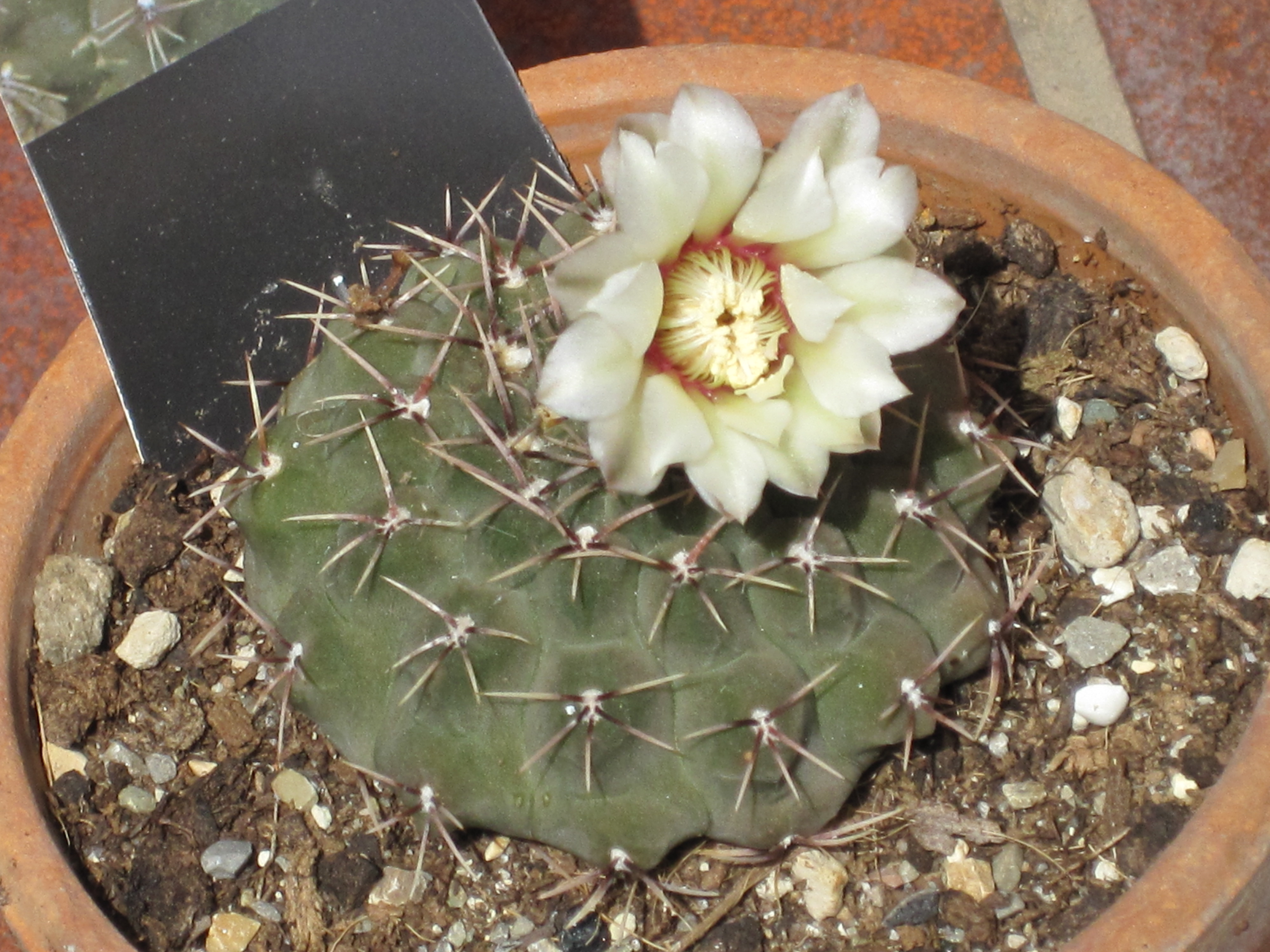
Gymnocalycium quehlianum